# Brucite

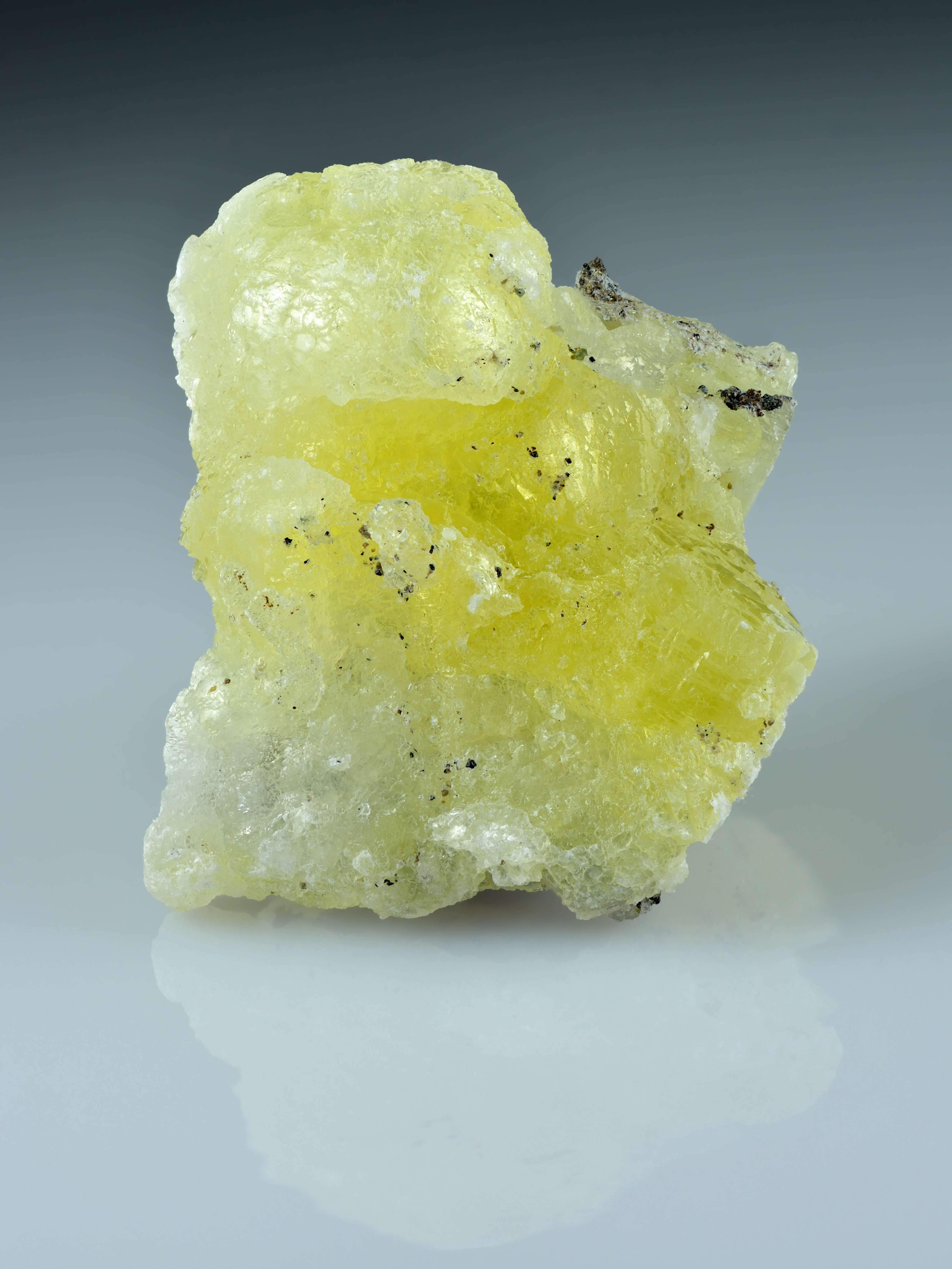
Brucite

La brucite è un minerale, un idrossido di magnesio, appartenente al gruppo omonimo.
Il nome deriva da Archibald Bruce (febbraio 1777 - 22 febbraio 1818), fisico e mineralogista statunitense.
Fu descritto per la prima volta da François Sulpice Beudant (5 settembre 1787 - 10 dicembre 1850), geologo e mineralogista francese.

## Abito cristallino
Rare lamine tabulari a contorno esagonale.

## Origine e giacitura
La brucite si può osservare, come prodotto idrotermale, nelle vene di rocce serpentinose o cloritiche, associata a vari carbonati di magnesio più o meno basici (piroaurite, idrotalcite, idromagnesite e brugnatellite).
Inoltre si può anche trovare in rocce calcaree cristalline (marmo), quale prodotto di alterazione del periclasio, sia sotto forma di granuli più o meno minuti, come pure in belle masse tabulari.

## Forma in cui si presenta in natura
Rari cristalli, aggregati scagliosi, aggregati granulari e fibrosi.
Si può trovare nella struttura triottaedrica dei fillosilicati, non come minerale ma semplicemente come elemento strutturale di questi silicati.

## Caratteri fisico-chimici
Ha luminescenza blu o bianco-bluastra. Le scaglie derivanti dalla sfaldatura sono flessibili. È solubile negli acidi diluiti a freddo, non fonde, ed è molto brillante se portata all'incandescenza.

## Località di ritrovamento
Nelle miniere di cromite situate presso Texas, nella Contea di Lancaster (Pennsylvania), si trovano cristalli lunghi fino a 15 centimetri di diametro. Nella miniera Tilly Foster, presso Brewster, si presenta in lamine e cristalli color azzurro chiaro associata a magnetite. Ad Asbestos, nel Québec si osserva in masse fibrose lunghe più di 50 centimetri, associata a crisotilo. A Kraubath, in Stiria, associata a serpentino; a Swinna Ness, in Scozia. Nelle miniere di asbesto di Baženov, nell'Oblast' di Sverdlovsk, in Russia.
In Italia la brucite si osserva in notevoli quantità a Carro, presso il passo del Bracco, in provincia della Spezia, in filoni della potenza di parecchi decimetri, costituiti per lo più dal minerale, di colore bianco, allo stato spatico ed assai raramente da cristalli distinti; inoltre qualche bel campione, di colore azzurro chiaro, fu trovato in Val d'Astico, presso Vicenza, ed anche a Predazzo in Val di Fiemme, nelle vene delle cosiddette predazziti o pencatiti, che sono rocce ad aspetto marmoreo formate a loro volta da brucite e calcite.
A Capo Teulada, in Sardegna, la brucite si osserva come a Predazzo, come prodotto di alterazione del periclasio cui è associata. Infine, nelle stesse condizioni, è presente anche in alcuni proietti calcarei del Vesuvio.

## Utilizzi
Viene usato per ricavare sali di magnesio, ed anche nella fabbricazione di materiali refrattari. È anche minerale utile per l'estrazione mineraria di magnesio.

## Varietà
La nemalite è una varietà che contiene ossidi di ferro.